# Banu Aslam
I Banū Aslam (in arabo ﺑﻨﻮ ﺍﺳﻠﻢ‎?) furono una tribù araba che costituiva una branca dei Banū Khuzāʿa.
La tradizione islamica vuole che un gruppo abbastanza folto di loro abbandonasse la maggioranza della tribù (rimasta legata alla fede politeistica ) e che raggiungesse Maometto dopo l'Egira, sotto la guida di Burayda b. al-Ḥuṣayb
al-Aslamī per unirsi alla Umma, rafforzandone grandemente la sua scarsa potenza bellica.
Gli Aslam parteciparono quindi ai primi fatti d'arme contro i pagani, meccani e non, e patirono grandi perdite nel corso della spedizione di Biʾr Maʿūna, ottenendo l'esplicita solidarietà e benedizione del Profeta per il loro eroico e leale operato.
Parteciparono con circa 400 loro guerrieri (di cui 30 a cavallo) alla cosiddetta "Conquista di Mecca" (Fatḥ Makka) del 630, al comando di Burayda b. al-Ḥuṣayb e di Nājiya b. al-Aʿjam.
Un episodio della massima importanza li vide ancora una volta protagonisti nella Saqīfa dei Banū Sāʿida, dopo la morte di Maometto (8 giugno 632), allorché la loro eloquente presenza armata, ai margini dell'assemblea che si stava tenendo, sconsigliò gli avversari della candidatura di Abū Bakr e sostenitori probabili di quella di Saʿd b. ʿUbāda dall'insistere nel loro orientamento.